# 여성공포증
여성공포증(女性恐怖症,  gynophobia, gynephobia)은 비정상적으로 여성을 두려워하는 사회공포증의 일종이다.  과거에는 라틴어로 horror feminae라는 표현도 사용된 바 있다.
여성공포증은 여성을 경멸하고 상습적 선입견을 가지는 것인 여성혐오(misogyny)와는 다르다. 이는 여성에 대한 증오, 멸시, 선입견이다.
그러나 이는 여성에 대한 부정적 태도를 견지하는 것의 병리적 측면보다는 사회적 측면에서 사용되기도 한다.
여성혐오의 반대어는 여성숭배(philogyny)로서 여성을 숭배하여 좋아하고 존경하는 것이다. 또한 여성공포증은 남자를 비정상적이고 불합리하게 두려워하는 남성공포증(androphobia)과도 유사하다.

## 같이 보기
- 공포증 목록
- 남성 공포증